# Championnat du Nigeria de football 2009-2010
Navigation
Saison précédente Saison suivante
La saison 2009-2010 du Championnat du Nigeria de football est la vingtième édition de la première division professionnelle au Nigeria, la First Division League. Vingt clubs prennent part au championnat qui prend la forme d'une poule unique où toutes les équipes se rencontrent deux fois au cours de la saison. À la fin de la saison, les quatre derniers sont relégués et remplacés par les quatre meilleurs clubs de Division II, la deuxième division nigériane.
C'est le club d'Enyimba FC qui remporte le championnat après avoir terminé en tête du classement final de la SuperLeague, avec quatre points d'avance sur le club de Kano Pillars et six sur Sunshine Stars FC. C'est le 6e titre de champion du Nigeria de l'histoire du club, qui manque le doublé en s'inclinant après la séance de tirs au but en finale de la Coupe du Nigeria face à Kaduna United FC. Le tenant du titre, Bayelsa United FC, rate complètement sa saison et termine à la 18e place; le club est donc relégué en deuxième division.
Les deux premiers du classement se qualifient pour la prochaine Ligue des champions tandis que le club classé 3e et le vainqueur de la Coupe du Nigeria obtiennent leur place pour la Coupe de la confédération.

## Les clubs participants
| - Dolphin FC - Promu de Division II - Sunshine Stars FC - Shooting Stars FC - Promu de Division II - Enyimba FC - Sharks FC - Promu de Division II - Enugu Rangers - Gombe United FC - Kaduna United FC - Kano Pillars - Sharks FC | - Wikki Tourists FC - Heartland FC - Gateway FC - Ranchers Bees - Promu de Division II - Warri Wolves FC - Zamfara United FC - Lobi Stars FC - Bayelsa United FC - Niger Tornadoes - Ocean Boys FC |

## Compétition
Le barème de points servant à établir le classement se décompose ainsi :
- Victoire : 3 points
- Match nul : 1 point
- Défaite : 0 point

### Classement
| Rang | Équipe                | Pts | J  | G  | N  | P  | Bp | Bc | Diff |
| ---- | --------------------- | --- | -- | -- | -- | -- | -- | -- | ---- |
| 1    | Enyimba FC            | 70  | 38 | 20 | 10 | 8  | 43 | 25 | +18  |
| 2    | Kano Pillars          | 66  | 38 | 19 | 9  | 10 | 48 | 29 | +19  |
| 3    | Sunshine Stars FC     | 64  | 38 | 19 | 7  | 12 | 39 | 30 | +9   |
| 4    | Kwara United FC       | 60  | 38 | 18 | 6  | 14 | 43 | 34 | +9   |
| 5    | Enugu Rangers         | 58  | 38 | 15 | 13 | 10 | 34 | 22 | +12  |
| 6    | Warri Wolves FC       | 58  | 38 | 17 | 7  | 14 | 50 | 43 | +7   |
| 7    | Niger Tornadoes       | 55  | 38 | 16 | 7  | 15 | 42 | 38 | +4   |
| 8    | Heartland FC          | 54  | 38 | 16 | 6  | 16 | 37 | 33 | +4   |
| 9    | Gombe United FC       | 52  | 38 | 16 | 4  | 18 | 34 | 33 | +1   |
| 10   | Kaduna United FC (C)  | 52  | 38 | 15 | 7  | 16 | 40 | 45 | -5   |
| 11   | Shooting Stars FC (P) | 52  | 38 | 14 | 10 | 14 | 27 | 33 | -6   |
| 12   | Dolphin FC (P)        | 51  | 38 | 13 | 12 | 13 | 39 | 39 | 0    |
| 13   | Lobi Stars FC         | 51  | 38 | 14 | 9  | 15 | 34 | 37 | -3   |
| 14   | Ocean Boys FC         | 50  | 38 | 14 | 8  | 16 | 32 | 36 | -4   |
| 15   | Zamfara United FC     | 49  | 38 | 13 | 10 | 15 | 30 | 46 | -16  |
| 16   | Sharks FC             | 48  | 38 | 14 | 6  | 18 | 45 | 41 | +4   |
| 17   | Wikki Tourists FC     | 47  | 38 | 13 | 8  | 17 | 40 | 38 | +2   |
| 18   | Bayelsa United FC (T) | 47  | 38 | 13 | 8  | 17 | 40 | 46 | -6   |
| 19   | Gateway FC            | 40  | 38 | 11 | 7  | 20 | 33 | 46 | -13  |
| 20   | Ranchers Bees (P)     | 36  | 38 | 10 | 6  | 22 | 23 | 59 | -36  |

|  | Qualification pour la Ligue des champions de la CAF 2011                                 |
|  | Qualification pour la Coupe de la confédération 2011                                     |
|  | Relégation en Division Two                                                               |
|  | (T) : Tenant du titre (C) : Vainqueur de la Coupe du Nigeria (P) : Promu de Division Two |

## Bilan de la saison
| Championnat du Nigeria de football 2009-2010 |                       |
| Champion                                     | Enyimba FC (6e titre) |
| Coupes et trophées                           |                       |
| Vainqueur de la Coupe du Nigeria 2009-2010   | Kaduna United FC      |
| Qualifications continentales                 |                       |
| Ligue des champions de la CAF 2011           | Enyimba FC            |
| Ligue des champions de la CAF 2011           | Kano Pillars          |
| Coupe de la confédération 2011               | Sunshine Stars FC     |
| Coupe de la confédération 2011               | Kaduna United FC      |
| Promotions et relégations                    |                       |
| Promus en First Division                     | JUTH FC               |
| Promus en First Division                     | Plateau United        |
| Promus en First Division                     | Bukola Babes          |
| Promus en First Division                     | Crown FC              |
| Relégués en Division II                      | Wikki Tourists FC     |
| Relégués en Division II                      | Bayelsa United FC     |
| Relégués en Division II                      | Gateway FC            |
| Relégués en Division II                      | Ranchers Bees         |